# Fútbol Club Cienfuegos
Il Fútbol Club Cienfuegos (o FC Cienfuegos) è una Squadra di calcio cubana della Provincia di Cienfuegos. È affiliato alla Federazione calcistica di Cuba e ha vinto 4 volte il Campionato cubano.

## Palmarès

### Competizioni nazionali
- Campionato cubano: 5

1985, 1990, 2008, 2009, 2023

### Altri piazzamenti
- Campionato cubano:

Secondo posto: 1996